# Коронарне шунтування

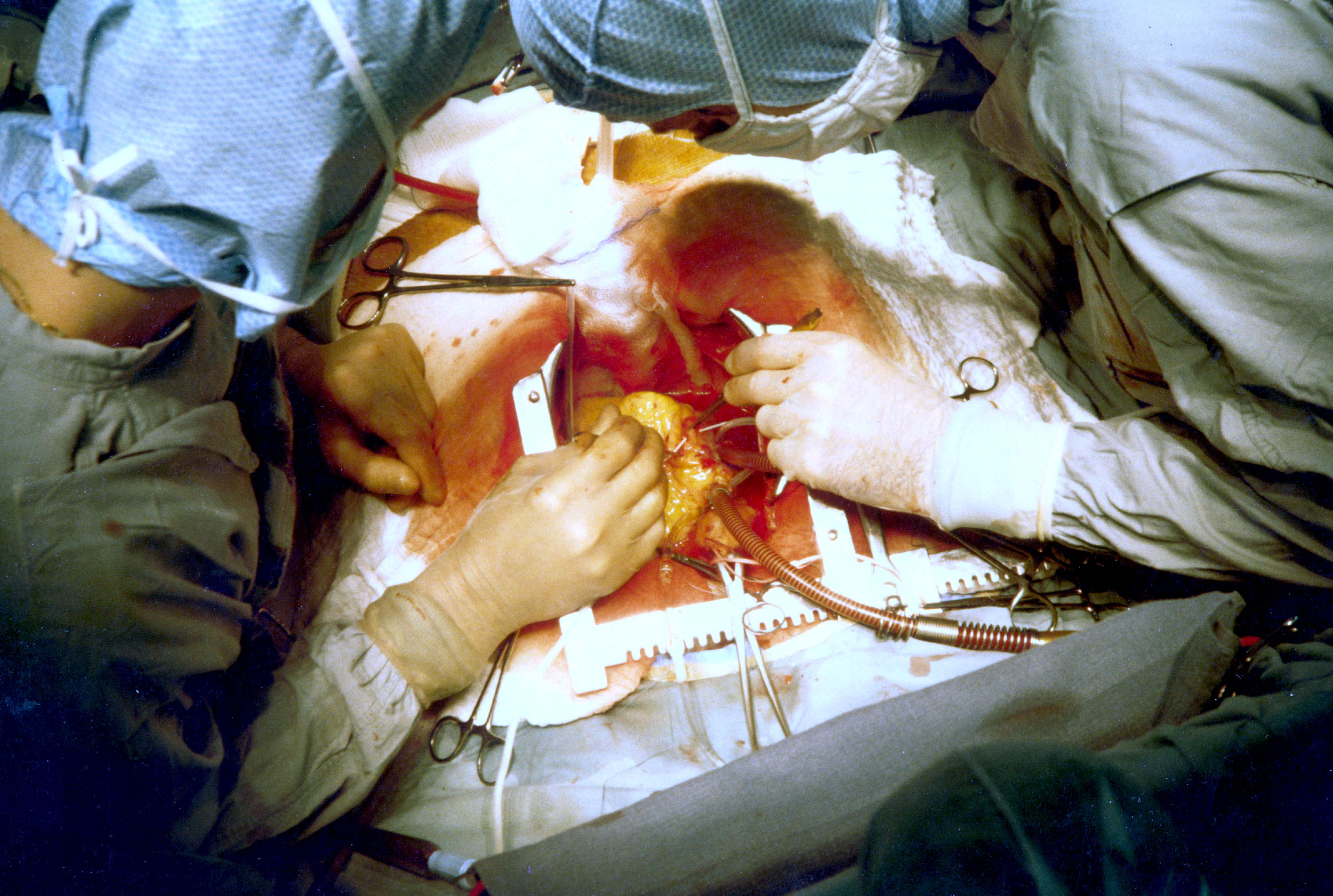
Коронарне шунтування. Етап звільнення Правої коронарної артерії від оточуючих та жирових тканин на серці для подальшого її шунтування.

Корона́рне шунтува́ння (англ. coronary artery bypass surgery, CABG ("cabbage")) — кардіохірургічна операція на коронарних артеріях серця, що виконується з метою реваскуляризації (відновлення кровопостачання) ділянок міокарду, кровопостачання в яких зменшене або відсутнє внаслідок звуження або обтурації просвіту коронарних артерій, які наявні у пацієнтів з діагнозом ішемічна хвороба серця. Особливістю цієї операції є використання графтів — судин, які створюють сполучення між аортою та ділянкою коронарної артерії, яка розташована за ділянкою звуження або обтурації. Таким чином створюється шунтування (обхід) кровотоку від аорти до коронарної артерії, минаючи перешкоди. Як графти можуть застосовуватися Велика поверхнева вена (лат. Vena Saphena Magna) ноги (найчастіше) або Променева артерія (лат. Arteria Radialis) руки пацієнта. В цих випадках йдеться про Аорто-коронарне шунтування. У випадках, коли застосовують Внутрішню грудну артерію (лат. Arteria thoracica interna), йдеться про Маммаро-коронарне шунтування (від англ. Internal mammary artery). При цьому Внутрішня грудна артерія є джерелом кровопостачання для коронарних артерій. Дуже рідко використовують Праву шлунковосальникову артерію (лат. Arteria gastroepiploica dextra) шлунку.
Щороку в США виконується близько 500 000 таких операцій.
В Україні цей показник не перевищує і 2 000.

## Історія
| 1952 | Видатний Радянський хірург Володимир Деміхов (Владимир Демихов), вперше анастомозував Внутрішню грудну артерію з Лівою коронарною артерією у собаки. |
| 1964 | Радянський хірург із Ленінграду Василь Колесов (Василий Колесов) вперше у світі виконав Маммаро-коронарне шунтування. До 1967 року він зробив вже 6 таких операцій. За період 1964 - 1976 років Колесов та його співробітники виконали більше 130 коронарних шунтувань, більшість з яких була виконана без застосування штучного кровообігу. |
| 1967 | Аргентинський кардіохірург Рене Фавалоро (Rene Favaloro) у м. Клівленд, США вперше у світі здійснив операцію Аорто-корнарного шунтування, використавши Велику поверхневу вену ноги пацієнта як графт між аортою та коронарною артерією. До 1968 року він виконав вже 15 таких операцій.                                                      |
| 1973 | Зроблено першу операцію Аорто-коронарного шунтування в УРСР. Операцію здійснив Геннадій Книшов у Київському НДІ серцево-судинної хірургії. |
| 2000 | Вперше в Україні виконано операцію Аорто-коронарного шунтування без використання штучного кровообігу на працюючому серці. Операцію здійснив Анатолій Руденко в Інституті серцево-судинної хірургії ім. М. М. Амосова. |

## Анатомія коронарних судин

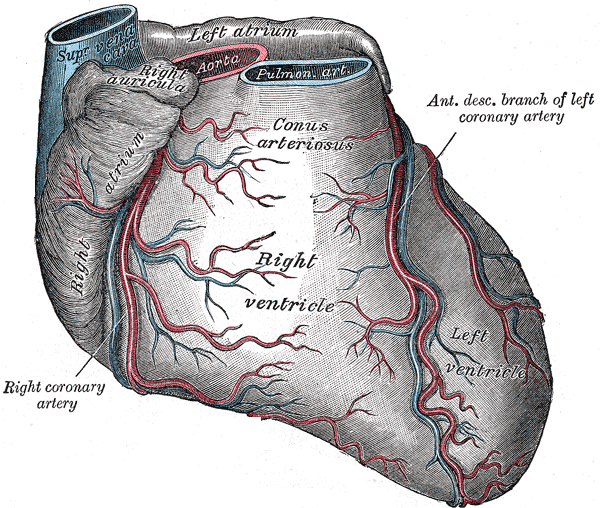
Анатомія коронарних судин. Стернокостальна поверхня серця. Видно Праву коронарну артерію (RCA) та Ліву передню нисхідну коронарну артерію (LAD).

Артеріальне кровопостачання серця здійснюється за рахунок правої (лат. Arteria coronaria dextra) та лівої (лат. Arteria coronaria sinistra) коронарної артерії. Обидві відходять від аорти відповідно від правого та лівого синусів Вальсальви, що утворені стулками аортального клапану. Фактично, артеріальне кровопостачання серця має три сегменти — I та II сегменти мають живлення від Лівої коронарної артерії (утворені відповідно її гілками: Передньою нисхідною артерією (лат. Arteria coronaria anterior descendens) та Огинаючою артерією (лат. Arteria coronaria circumflexa), III сегмент — від Правої (лат. Arteria coronaria dextra) .

## Показання до операції коронарного шунтування (за даними ACC/AHA 2004)
Слід зазначити, що лікування Ішемічної хвороби серця включає в себе такі види:
1. Медикаментозне лікування
2. Транслюмінальна коронарна ангіопластика
3. Коронарне шунтування

У наш час в країнах Європи, США та Канаді для визначення питання, чи потрібно пацієнту проводити операцію коронарного шунтування, використовують рекомендації Американського Коледжу Кардіології (англ. American College of Cardiology (ACC)) та Американської Асоціації Серця (англ. American Heart Association (AHA)), які вийшли в світ у 2004 році,
Перелік груп пацієнтів, яким безсумнівно повинна застосовуватись операція коронарного шунтування:
1. Асимптоматичні пацієнти, або пацієнти зі стенокардією, а саме:
- Пацієнти з вираженим стенозом Left main coronary artery
- Пацієнти з вираженим стенозом понад 70 % проксимальної частини LAD та проксимальної частини LCx

2. Пацієнти зі стабільною стенокардією, а саме:
- Пацієнти з вираженим стенозом Left main coronary artery
- Пацієнти з вираженим стенозом понад 70 % проксимальної частини LAD та проксимальної частини LCx
- Пацієнти з «трьохсудинним враженням» (стеноз трьох коронарних артерій)
- Пацієнти з «двохсудинним враженням» (стеноз двох коронарних артерій): з вираженим стенозом проксимальної частини LAD та фракцією викиду лівого щлуночку менше 50 %, або з підтвердженим епізодом ішемії при неінвазивному тесті.

3. Пацієнти з нестабільною стенокардією/інфарктом міокарда без підняття сегменту ST, а саме:
- Пацієнти з вираженим стенозом Left main coronary artery
- Пацієнти з вираженим стенозом понад 70 % проксимальної частини LAD та проксимальної частини LCx

4. Пацієнти з інфарктом міокарда з підняттям сегменту ST
5. Коронарне шунтування може бути ефективним у лікуванні пацієнтів зі зниженою функцією лівого шлуночку
6. Пацієнти зі шлуночковою аритмією, яка загрожує життю
7. Пацієнти, котрим не вдалося виконати ендоваскулярну реваскуляризацію за допомогою стентування або ангіопластики
8. Пацієнти, котрим коронарне шунтування виконувалось раніше

## Коронарне шунтування на працюючому серці
Дозволяє виконувати операцію без застосування Апарату штучного кровообігу.

## Ускладнення під час та після проведення коронарного шунтування
Тромбоз глибоких вен.
Ускладнення, викликані застосуванням анестетиків (злоякісна гіпертермія).
Гострий інфаркт міокарда, викликаний гіпоперфузією, звуженням функціонуючого просвіту або пошкодженням графта.
Гостра ниркова недостатність внаслідок гіпоперфузії (недостатнього кровопостачання).
Інсульт.

## Відомі особистості, яким було зроблене коронарне шунтування
Гейдар Алієв — президент Азербайджану у 1993—2003 рр.
Борис Єльцин — президент Російської Федерації у 1991—1999 рр.
Білл Клінтон — 42-й Президент Сполучених Штатів Америки з 1993 до 2001 рр.
Сапармурат Ніязов — президент Туркменістану у 1990—2006 рр.
Арнольд Шварценеггер — 38-й губернатор Каліфорнії.